# ۹۳ (تلما)
عدد ۹۳ در تلما، حکمتی فلسفی به بنیانگذاری نویسنده و جادوگر انگلیسی آلیستر کراولی در ۱۹۰۴ با نوشتن کتاب شریعت (شناخته شده به عنوان Liber AL vel Legis)، اهمیت بالایی دارد.
فلسفهٔ اصلی در دو عبارت «چنان کن آنچه اراده می‌کنی، کل شریعت بود» و «عشق شریعت است، عشق اراده بود» می‌باشد. کلمات اصلی در این جملات به ترتیب اراده (به انگلیسی: will) و عشق (به انگلیسی: love) می‌باشند. در زبان یونانی به این کلمات تلما (اراده) (به یونانی: Θελημα) و آگاپه (عشق) (به یونانی: Αγαπη) گفته می‌شود. در حروف ابجد یونانی، که برای هر حرف یک ارزش عددی مشخص می‌شود، جمع ارزش عددی حروف هر کدام از این کلمات ۹۳ می‌شود:
تلما
| Θ (Theta)   | ۹  |
| ε (Epsilon) | ۵  |
| λ (Lambda)  | ۳۰ |
| η (Eta)     | ۸  |
| μ (Mu)      | ۴۰ |
| α (Alpha)   | ۱  |
| Θελημα      | ۹۳ |

آگاپه
| Α (Alpha) | ۱  |
| γ (Gamma) | ۳  |
| α (Alpha) | ۱  |
| π (Pi)    | ۸۰ |
| η (Eta)   | ۸  |
| Αγαπη     | ۹۳ |

## سایر تشابهات
کلمات دیگری نیز در ادبیات تلما یافت می‌شود که ارزش عددی آنان با استفاده از حروف ابجد و جاماتریا ۹۳ می‌شود. شامل:
- Aiwaz: دیکته‌کنندهٔ Liber AL vel Legis بر آلیستر کراولی در 1904
- LAShTAL
- FIAOF

## درود فرستادن
پیروان تلما معمولاً با استفاده از ۹۳ به یکدیگر و در آغاز و پایان مکاتبات نوشتاری درود می‌فرستند. این رسم از راهبرد آلیستر کراولی می‌باشد که پیروان تلما می‌بایست با گفتن «چنان کن آنچه اراده می‌کنی، کل شریعت بود» و «عشق شریعت است، عشق اراده بود» به یکدیگر درود بدهند. اما گفتن این جملات ممکن است طولانی باشد، از این رو از ۹۳ به عنوان یک اختصار بهره برده می‌شود.
گاهی در مکاتبات نوشتاری ۹۳ به جای «چنان کن آنچه اراده می‌کنی، کل شریعت بود» و ۹۳/۹۳ ۹۳ به جای «عشق شریعت است، عشق اراده بود» یافت می‌شود. کراولی نیز برخی مواقع از این شیوه بهره می‌برد.
آلیستر کراولی در این رابطه چنین می‌نویسد:
«گاهی از خود می‌پرسیدم از چه رو باید چنین نامه‌های خود را آغاز کنم؟ تفاوت نمی‌کند بر همسرم بنویسم یا قصاب، همواره با این یازده لغت آغاز کرده‌ام. از چه رو؟ چگونه به دیگر حال آغاز کنم؟ کدامین درود می‌تواند پسند باشد؟ بنگر، برادر، رهاییم! با من به شادی بپرداز، خواهر، فرمانی ورای چنان کن آنچه اراده کنی نیست!»